# リチャード・キーオ
リチャード・ジョン・キーオ（Richard John Keogh 、1986年8月11日 - ）は、イギリス・ハーロウ出身の元プロサッカー選手。現役時代のポジションは、ディフェンダー。

## 経歴
イプスウィッチ・タウンFCの下部組織でキャリアをスタートさせ、2003年にストーク・シティFCの下部組織に移籍した。2004年、レンタル先のヴィキングル・レイキャヴィークでプロデビュー。
2005年、ブリストル・シティFCにフリーで加入。しかし出場機会が得られず、シーズン途中にウィコム・ワンダラーズFCにレンタル移籍。復帰後の2006年4月に初ゴールを挙げたが、出場機会は相変わらず散発的だった。2006-07シーズンになると状況が一変し、公式戦43試合で4ゴールを挙げる活躍を見せた。しかし翌シーズンは再び主力の座を追われ、ハダースフィールド・タウンFC、カーライル・ユナイテッドFC、チェルトナム・タウンFCにレンタルされた。シーズン終了後、カーライル・ユナイテッドに移籍。
カーライルでは主力として活躍し2シーズンで公式戦95試合出場・6ゴールを記録した。2009–10シーズンはクラブの最優秀選手に選ばれた。シーズン終了後、コヴェントリー・シティFCにフリーで加入。
コヴェントリーでも同様にレビュラーを務め公式戦95試合で1ゴールを挙げた。2011–12シーズン、チームはチャンピオンシップから降格してしまうがキーオはクラブの最優秀選手に選ばれた。
シーズン終了後、ダービー・カウンティFCに100万ユーロで移籍。ダービーでは公式戦200試合以上に出場、2012–13シーズンと2015–16シーズンにはクラブ最優秀選手に選ばれた。また2014-15シーズンはPFA年間ベストイレブンにも選出されている。
2020年8月7日、ミルトン・キーンズ・ドンズFCに移籍。
2021年1月19日、シーズン終了までの契約でハダースフィールド・タウンFCに移籍。
2021年7月17日、ブラックプールFCに1年契約で移籍。
2022年8月10日、イプスウィッチ・タウンFCに移籍。
2023年7月4日、ウィコム・ワンダラーズFCに復帰。
2024年2月9日、フォレストグリーン・ローヴァーズFCに移籍。シーズン終了後、現役引退を表明した。

## 代表歴
U-19世代から代表に選ばれている。U-21代表ではキャプテンを務めた。
2013年1月開催の親善試合・ポーランド代表戦でA代表初キャップ。6月のジョージア代表戦で初ゴール。さらにオマーン代表戦ではキャプテンを務めた。
UEFA EURO 2016予選プレーオフのボスニア・ヘルツェゴビナ代表戦に出場。1stレグでは2-0の勝利に貢献、試合後マンオブザマッチに選出された。
2016年5月のベラルーシ代表戦では2度目となるキャプテンを務めた。UEFA EURO 2016本戦では最初の2試合は出番がなかったが、続くイタリア代表戦とフランス代表戦にスタメン出場した。

### ゴール
2013年6月2日
| No. | 開催日       | 会場               | 対戦国     | スコア | 結果 | 大会 | Ref    |
| --- | ------------ | ------------------ | ---------- | ------ | ---- | ---- | ------ |
| 1   | 2013年6月2日 | アビバ・スタジアム | ジョージア | 1–0    | 4–0  | 脚注 | [ 20 ] |

## タイトル

### 個人
- PFA年間ベストイレブン: チャンピオンシップ (2014–15)